# Jesús Molina
Jesús Antonio Molina Granados (Hermosillo, 29 marzo 1988) è un ex calciatore messicano, di ruolo centrocampista.

## Carriera

### Nazionale
Viene convocato per la Copa América Centenario negli Stati Uniti.

## Palmarès

### Club

#### Competizioni internazionali
- SuperLiga nordamericana: 1

Tigres UANL: 2009
- CONCACAF Champions League: 1

América: 2014-2015

#### Competizioni nazionali
- Campionato messicano: 2

América: Clausura 2013, Apertura 2014
- Coppa del Messico: 1

Monterrey: Apertura 2017